# Cantone di Le Fousseret
Il Cantone di Le Fousseret era una divisione amministrativa dell'Arrondissement di Muret.
A seguito della riforma approvata con decreto del 13 febbraio 2014, che ha avuto attuazione dopo le elezioni dipartimentali del 2015, è stato soppresso.

## Composizione
Comprendeva 15 comuni:
- Castelnau-Picampeau
- Casties-Labrande
- Le Fousseret
- Fustignac
- Gratens
- Lafitte-Vigordane
- Lussan-Adeilhac
- Marignac-Lasclares
- Montégut-Bourjac
- Montoussin
- Polastron
- Pouy-de-Touges
- Saint-Araille
- Saint-Élix-le-Château
- Sénarens